# Rayleigh-Kriterium

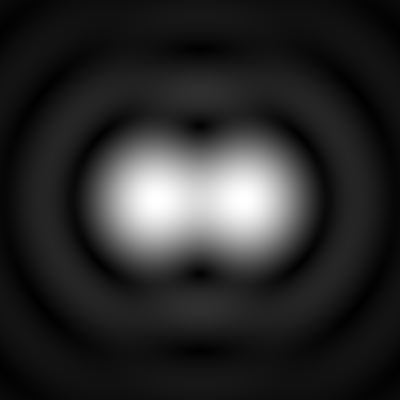
Überlagerung zweier nach Rayleigh gerade noch auflösbarer Beugungsbilder

Das Rayleigh-Kriterium ist eine heuristische Bedingung für den Abstand zweier Lichtquellen, um sie als getrennt erkennen zu können. Nach John William Strutt, 3. Baron Rayleigh, ist dieser Mindestabstand gleich dem Abstand des ersten Minimums vom Zentrum des Beugungsmusters. Durch diesen Bezug ist das Kriterium nur anwendbar, sofern das Auflösungsvermögen durch Beugung begrenzt ist und das Beugungsmuster überhaupt ein Minimum aufweist. Es gibt allgemeiner anwendbare Kriterien.

## Beugung am Spalt
Falls die beugungsbegrenzte Auflösung in nur einer Richtung interessiert, wie etwa bei optischen Inkrementalgebern, ist die Beugung am Spalt zu betrachten. Für den einfarbig beleuchteten Einzelspalt etwa ergibt sich für den noch trennbaren Winkel (im Bogenmaß):
{\displaystyle \alpha =\arcsin \left({\frac {\lambda }{d}}\right)\approx {\frac {\lambda }{d}}}
mit
- der Wellenlänge {\displaystyle \lambda }
- der Spaltbreite {\displaystyle d.}

In einem Abstand {\displaystyle l} vom Spalt ergibt sich daraus die beobachtbare Halbwertsbreite {\displaystyle b:}
{\displaystyle b=l\cdot \tan(\alpha )\approx l\cdot {\frac {\lambda }{d}}}
Beide Näherungen für den Winkel (im Bogenmaß) gelten, falls die Wellenlänge des verwendeten Lichts viel kleiner als die Spaltbreite ist:
{\displaystyle \lambda \ll d}

## Beugung an einer Blende
Für bildgebende Optiken bedeutsam ist der Fall der Beugung an einer kreisförmigen Blende mit Durchmesser d, z. B. der Öffnung eines Teleskops, siehe Beugungsscheibchen. Dann gilt für die Winkelentfernung des ersten Minimums:
{\displaystyle \alpha =\arcsin {\Bigl (}1{,}22\cdot {\frac {\lambda }{d}}{\Bigr )}\approx 1{,}22\cdot {\frac {\lambda }{d}}}
Dieses formale Ergebnis liegt nahe am empirisch gefundenen Dawes-Kriterium für visuelle Beobachtungen an Doppelsternen.

## Optische Mikroskopie
Bei einem Mikroskop spricht man von der Abbeschen Auflösungsgrenze, die durch die numerische Apertur {\displaystyle {\text{NA}}} und die Wellenlänge bestimmt wird. Hier wird normalerweise die Auflösung über den kleinsten Abstand zweier (Punkt-)Objekte beschrieben (nicht wie oben über Winkel). Wie oben beschrieben sind nach Rayleigh zwei (Punkt-)Objekte mit dem Abstand {\displaystyle a} gerade dann noch auflösbar, wenn das Beugungsscheibchen des ersten Objekts auf das erste Minimum des Beugungsscheibchen des zweiten Objekts fällt. Mathematisch führt das zu:
{\displaystyle a={\frac {1{,}22}{2}}\cdot {\frac {\lambda }{\text{NA}}}=0{,}61\cdot {\frac {\lambda }{n\cdot \sin \theta }}}
Hierbei ist {\displaystyle n} der Brechungsindex des Mediums zwischen Linse und Bild. Der Faktor 2 kommt daher, dass sich hier {\displaystyle {\text{NA}}} bzw. {\displaystyle \theta } auf den halben Durchmesser des Objektivs beziehen, im Gegensatz zu {\displaystyle d} in obigen Gleichungen.

## Seismik
Für die vertikale Auflösung reflexionsseismischer Daten gilt häufig der Rayleigh-Grenzwert:
{\displaystyle a={\frac {\lambda }{4}}}
mit {\displaystyle \lambda } als die dominante Wellenlänge der seismischen Welle. Alternativ wird auch häufiger der Widess-Grenzwert von λ/8 verwendet.